# Palma de Gandia (kommunhuvudort)
Palma de Gandía är en kommunhuvudort i Spanien.   Den ligger i provinsen Província de València och regionen Valencia, i den östra delen av landet, 300 km sydost om huvudstaden Madrid. Palma de Gandía ligger 63 meter över havet och antalet invånare är 1 655.
Terrängen runt Palma de Gandía är huvudsakligen kuperad, men åt nordost är den platt. Runt Palma de Gandía är det ganska tätbefolkat, med 166 invånare per kvadratkilometer. Närmaste större samhälle är Gandia, 5,5 km nordost om Palma de Gandía. 